# Gino Rossetti
Gino Rossetti (7. listopad 1904, La Spezia Italské království – 15. květen 1992, Turín Itálie) byl italský fotbalový útočník i trenér. Jeho skutečné jméno bylo Gino Rosetti, ale kvůli chybě na matričním úřadě, bylo k jeho příjmení přidáno "s". V roce 1931 mu bylo příjmení opraveno, ale po celou svou kariéru se nadále nazýval Rossetti.
Fotbal začínal ve své rodném městě La Spezia v klubu Virtus Spezia. Po jedné sezoně odešel do konkurenční Spezia Calcio, který hrál již nejvyšší ligu. Do Turína přestoupil v roce 1926. V Turíně vytvořil s Libonattim a Adolfo Baloncierim trio zvané Tria delle Meraviglie (Trojice divů). S klubem vyhrál titul v sezoně 1927/28. V sezoně 1928/29 byl s 36 brankami nejlepší střelec ligy. V roce 1933 odešel do Neapole kde odehrál čtyři sezony. Poté se vrátil na jednu sezonu do Turína. V roce 1938 se vrátil do Spezie kde byl hrající trenér. Fotbalovou kariéru ukončil jako hrající trenér v sezoně 1940/41 v druholigovém klubu Maceratese.
První utkání za reprezentaci odehrál v roce 1927 proti Švýcarsku. Celkem odehrál 13 utkání a vstřelil 9 branek. Vrcholem jeho herní činnosti v národním týmu byla OH 1928, kde získal bronzovou medaili. Byl i nejlepším střelcem na vítězném turnaji o MP 1927-1930.
Největší úspěch trenérské kariéře je vítězství ve 3. lize (1939/40, 1942/43).

## Hráčská statistika
| Sezóna           | Klub             | Liga             | Liga   | Liga | Ligové poháry | Ligové poháry | Ligové poháry | Kontinentální poháry | Kontinentální poháry | Kontinentální poháry | Celkem | Celkem |
| Sezóna           | Klub             | Soutěž           | Zápasy | Góly | Soutěž        | Zápasy        | Góly          | Soutěž               | Zápasy               | Góly                 | Zápasy | Góly   |
| ---------------- | ---------------- | ---------------- | ------ | ---- | ------------- | ------------- | ------------- | -------------------- | -------------------- | -------------------- | ------ | ------ |
| 1921/22          | Spezia           | 1. Divize        | 20     | 5    | -             | 0             | 0             | -                    | 0                    | 0                    | 20     | 5      |
| 1922/23          | Spezia           | 1. Divize        | 26     | 6    | -             | 0             | 0             | -                    | 0                    | 0                    | 26     | 6      |
| 1923/24          | Spezia           | 1. Divize        | 21     | 2    | -             | 0             | 0             | -                    | 0                    | 0                    | 21     | 2      |
| 1924/25          | Spezia           | 1. Divize        | 22     | 7    | -             | 0             | 0             | -                    | 0                    | 0                    | 22     | 7      |
| 1925/26          | Spezia           | 2. Divize        | 14     | 15   | -             | 0             | 0             | -                    | 0                    | 0                    | 14     | 15     |
| 1926/27          | Turín            | 1. Divize        | 26     | 19   | IP            | 2             | 7             | -                    | 0                    | 0                    | 28     | 26     |
| 1927/28          | Turín            | 1. Divize        | 33     | 23   | -             | 0             | 0             | -                    | 0                    | 0                    | 33     | 23     |
| 1928/29          | Turín            | 1. Divize        | 30     | 36   | -             | 0             | 0             | -                    | 0                    | 0                    | 30     | 36     |
| 1929/30          | Turín            | Serie A          | 33     | 17   | -             | 0             | 0             | -                    | 0                    | 0                    | 33     | 17     |
| 1930/31          | Turín            | Serie A          | 29     | 7    | -             | 0             | 0             | -                    | 0                    | 0                    | 29     | 7      |
| 1931/32          | Turín            | Serie A          | 30     | 17   | -             | 0             | 0             | -                    | 0                    | 0                    | 30     | 17     |
| 1932/33          | Turín            | Serie A          | 31     | 15   | -             | 0             | 0             | -                    | 0                    | 0                    | 31     | 15     |
| 1933/34          | Neapol           | Serie A          | 33     | 7    | -             | 0             | 0             | -                    | 0                    | 0                    | 33     | 7      |
| 1934/35          | Neapol           | Serie A          | 29     | 5    | -             | 0             | 0             | Stř.P                | 3                    | 0                    | 32     | 5      |
| 1935/36          | Neapol           | Serie A          | 28     | 9    | IP            | 2             | 2             | -                    | 0                    | 0                    | 30     | 11     |
| 1936/37          | Neapol           | Serie A          | 30     | 6    | IP            | 3             | 0             | -                    | 0                    | 0                    | 33     | 6      |
| Celkem za Neapol | Celkem za Neapol | Celkem za Neapol | 120    | 27   | -             | 5             | 2             | -                    | 3                    | 0                    | 128    | 29     |
| 1937/38          | Turín            | Serie A          | 7      | 1    | IP            | 2             | 3             | -                    | 0                    | 0                    | 9      | 4      |
| Celkem za Turín  | Celkem za Turín  | Celkem za Turín  | 219    | 135  | -             | 4             | 10            | -                    | 0                    | 0                    | 223    | 145    |
| 1938/39          | Spezia           | Serie B          | 26     | 9    | IP            | 1             | 0             | -                    | 0                    | 0                    | 27     | 9      |
| Celkem za Speziu | Celkem za Speziu | Celkem za Speziu | 129    | 44   | -             | 2             | 0             | -                    | 0                    | 0                    | 131    | 44     |
| 1939/40          | Macerata         | Serie C          | 8      | 2    | IP            | 3             | 3             | -                    | 0                    | 0                    | 11     | 5      |
| 1940/41          | Macerata         | Serie B          | 2      | 0    | -             | 0             | 0             | -                    | 0                    | 0                    | 2      | 0      |
| Celkem           | Celkem           | Celkem           | 478    | 208  | -             | 13            | 15            | -                    | 3                    | 0                    | 494    | 223    |

## Hráčské úspěchy

### Klubové
- 1× vítěz italské ligy (1927/28)

### Reprezentační
- 1x na MP (1927-1930 - zlato)
- 1x na OH (1928 - bronz)

### Individuální
- 1x nejlepší střelec v lize (1928/29)

## Trenérské úspěchy

### Klubové
- 2× vítěz 3. italské ligy (1939/40, 1942/43)